# 薩扎瓦河畔萊代奇

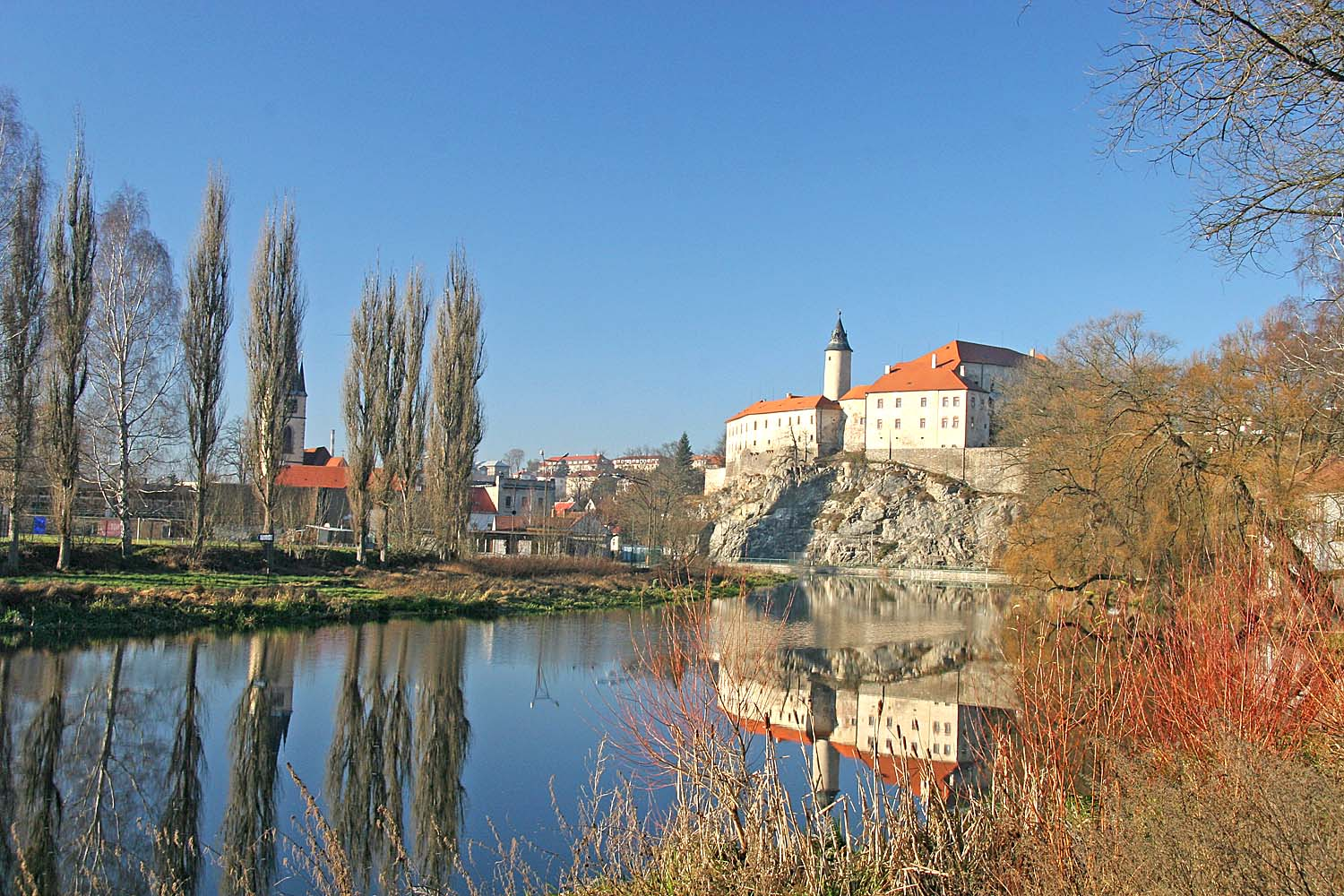

薩扎瓦河畔萊代奇是捷克的城鎮，位於該國中部薩扎瓦河畔，由維索基納州負責管轄，面積22.25平方公里，海拔高度353米，鎮上的城堡建於十三世紀，2006年人口5,823。

## 外部連結
- Official website （页面存档备份，存于）
- Šepťák.cz - Ledeč nad Sázavou （页面存档备份，存于）